# Atom gorący
Atom gorący, atom odrzutu – atom powstały w wyniku przemiany promieniotwórczej lub reakcji jądrowej, obdarzony jest energią (kinetyczną i wzbudzenia) znacznie większą niż energia wiązania chemicznego (3-5eV). Energia ta pochodzi z odrzutu, jakiego atom doznaje po emisji cząstki alfa lub kwantu gamma (podobnie jak działo doznaje odrzutu po wystrzeleniu pocisku). Energia atomu po emisji cząstki alfa może dochodzić do 104 eV, a po emisji kwantu gamma do 102 eV. Takie energie mają atomy nagrzane do tysięcy i milionów stopni Celsjusza, stąd nazwa atomy gorące.
Atomy gorące mogą brać udział w wielu specyficznych reakcjach chemicznych. Duża energia atomu gorącego powoduje, że wyrywa się on z macierzystej cząstki (efekt Szilárda-Chalmersa), a zderzając się z cząsteczkami otoczenia powoduje ich rozpad na rodniki lub mniejsze cząsteczki.
Gdy energia atomu gorącego zmniejszy się, zaczyna on reagować z otaczającymi atomami lub rodnikami i w ten sposób następuje mikrosynteza nowych związków chemicznych.
Badaniem właściwości atomów gorących oraz reakcjami w jakich atomy te biorą udział zajmuje się chemia atomów gorących oraz radiochemia.

## Zastosowanie
Atomy gorące są stosowane do syntezy związków znaczonych oraz jako inicjatory polimeryzacji.